# Lon McCallister
Lon McCallister (* 17. April 1923 in Los Angeles, Kalifornien, als Herbert Alonzo McCallister jr.; † 11. Juni 2005 in Lake Tahoe, Kalifornien) war ein US-amerikanischer Schauspieler.

## Leben
Geboren in Los Angeles, kam Lon McCallister bereits früh zum Film und erhielt seine erste Statistenrolle mit 13 Jahren in einer Verfilmung von Romeo und Julia. In den folgenden Jahren hatte er zunächst kleine Filmauftritte neben großen Hollywoodstars dieser Zeit wie Barbara Stanwyck (in Stella Dallas) oder James Cagney (in Yankee Doodle Dandy).
Mit Anfang 20 erhielt McCallister erste größere Rollen, vor allem als junger Soldat in Kriegsfilmen wie Stage Door Canteen (1943) und Winged Victory (1944). Der jungenhafte, in Filmen oft schüchtern wirkende Darsteller wurde insbesondere bei Teenagern schnell beliebt und die Kolumnistin Hedda Hopper bezeichnete ihn als den „niedlichsten Jungen, den der Film aus der Obskurität gehievt hat seit Mickey Rooney“. Auch jenseits der Leinwand war er im Rahmen des Zweiten Weltkrieges bei der Armee, weswegen er in seinen Filmen der 1940er-Jahre oft auch mit seinem militärischen Rang im Abspann genannt wird. Nach einem dreijährigen Kriegsdienst setzte McCallister seine Karriere in Hollywood mit tragenden Rollen als jugendlicher Sympathieträger fort, unter anderem neben Edward G. Robinson im Thriller The Red House (1947), neben June Haver in der Komödie Scudda Hoo! Scudda Hay! (1948) und als junger Jockey sowie Freund von Shirley Temples Hauptfigur im Pferdedrama The Story of Seabiscuit (1949), der 2003 mit Tobey Maguire als Jockey und Jeff Bridges als alterndem Pferdetrainer unter dem Titel Seabiscuit – Mit dem Willen zum Erfolg ein Remake erfuhr. Der Sprung in ausgereifte Männerrollen gelang McCallister allerdings nicht, und mit Beginn der 1950er-Jahre verlor sich seine Karriere zusehends in B-Movies.
1953 zog er sich, noch nicht ganz 30 Jahre alt, vom Filmgeschäft zurück; er war fortan (wie bereits sein Vater) erfolgreich als Immobilienmakler und Immobilienbesitzer in Los Angeles und Umgebung tätig. Lediglich Anfang der 1960er-Jahre kehrte er für zwei Fernseh-Gastrollen vor die Kamera zurück. Daneben blieb er allerdings der Bühne als Theaterproduzent weiterhin verbunden. Über das frühe Ende seiner Filmkarriere war McCallister nicht traurig, wie er 1992 in einem Interview erklärte: „Ein Filmstar zu sein, war toll, aber ich wollte es nie ein ganzes Leben lang tun. Ich wollte ich selbst sein, hingehen wo ich wollte, ohne dabei einen Verkehrsstau zu verursachen. Das habe ich geschafft und ich bin glücklich.“
Lon McCallister lebte über zehn Jahre bis zu dessen Tod 1957 in einer Beziehung mit dem Schauspieler William Eythe, außerdem war er ein enger Freund des Regisseurs George Cukor. Er starb im Juni 2005 im Alter von 82 Jahren im kalifornischen Lake Tahoe an Herzversagen.

## Filmografie
- 1936: Romeo und Julia (Romeo and Juliet)
- 1936: Let’s Sing Again
- 1937: Stella Dallas
- 1937: Schiffbruch der Seelen (Souls at Sea)
- 1937: Make a Wish
- 1938: Toms Abenteuer (The Adventures of Tom Sawyer)
- 1938: Judge Hardy’s Children
- 1938: Lord Jeff
- 1938: That Certain Age
- 1938: Little Tough Guys in Society
- 1939: The Spirit of Culver
- 1939: Ich war ein Spion der Nazis (Confessions of a Nazi Spy)
- 1939: Musik ist unsere Welt (Babes in Arms)
- 1939: First Love
- 1939: Joe and Ethel Turp Call on the President
- 1940: Susan und der liebe Gott (Susan and God)
- 1941: Henry Aldrich for President
- 1941: Dangerously They Live
- 1942: Im Schatten des Herzens (Always in My Heart)
- 1942: Yankee Doodle Dandy
- 1942: Spy Ship
- 1942: Night in New Orleans
- 1942: That Other Woman
- 1942: Der freche Kavalier (Gentleman Jim)
- 1942: Quiet Please: Murder
- 1942: Over My Dead Body
- 1943: The Hard Way
- 1943: The Meanest Man in the World
- 1943: Stage Door Canteen
- 1944: Zu Hause in Indiana (Home in Indiana)
- 1944: Winged Victory
- 1947: The Red House
- 1947: Thunder in the Valley
- 1948: Scudda Hoo! Scudda Hay!
- 1949: Raubkatze (The Big Cat)
- 1949: Suspense (Fernsehserie, zwei Folgen)
- 1949: The Story of Seabiscuit
- 1950: The Boy from Indiana (Boy from Indiana)
- 1950: Lux Video Theatre (Fernsehserie, Folge 1x12)
- 1951: A Yank in Korea
- 1951: Tales of Tomorrow (Fernsehserie, drei Folgen)
- 1952: Montana Territory
- 1953: The Ford Television Theatre (Fernsehserie, Folge 1x24)
- 1953: Schlitz Playhouse of Stars (Fernsehserie, Folge 2x42)
- 1953: Footlights Theater (Fernsehserie, Folge 2x11)
- 1953: Combat Squad
- 1961: The Rebel (Fernsehserie, Folge 2x39)
- 1963: The New Phil Silvers Show (Fernsehserie, Folge 1x07)